# Оклопни крсташ Дифенс
Оклопни крсташ Дифенс (енгл. HMS Defence) био је ратни брод британске ратне морнарице, поринут 1907. Потопљен је у бици код Јиланда (1916).

## Карактеристике
Дифенс је био оклопни крсташ класе Минотаур, заједно са оклопним крсташима Минотаур (енгл. HMS Minotaur) и Шенон (енгл. HMS Shannon), који су служили све до расходовања 1920. Изграђени након искустава стечених у руско-јапанском рату 1904-1905, оклопни крсташи ове класе били су боље оклопљени, боље наоружани и бржи од старијих оклопних крсташа класе Монмаут.

### Димензије
Поринут 1907, брод је био дуг 147 mм и широк 23 м, дубине газа 7.9 mм, са депласманом од 14.600 тона. Погонске парне машине од 27.900 КС давале су максималну брзину од 23 чвора. Бродска посада имала је 755 морнара и официра.

### Наоружање
Био је наоружан са 4 топа калибра 230 мм (у двоцевним оклопним кулама на прамцу и крми) и помоћном артиљеријом калибра 190 мм (10 топова у казаматима по боку брода) и 76 мм (16 топова на палуби и надграђима). Поред артиљерије, био је наоружан и са 2 подводне торпедне цеви.

### Оклоп
Оклопна заштита састојала се од оклопног појаса дебљине 152 мм по целој дужини брода, казамата и топовских кула (дебљине оклопа до 305 мм) и засвођене палубе, која се спуштала испод водене линије до доњег руба оклопног појаса, дебљине 51 мм.